# Országos Korrupcióellenes Ügyészség
Az Országos Korrupcióellenes Ügyészség (románul Direcția Națională Anticorupție, DNA) 2002-ben alapított román intézmény, melynek feladata a korrupcióval kapcsolatba hozható ügyek megelőzése, felderítése, vizsgálata, valamint azok jogi útra terelése, ha általuk 200 000 eurónál nagyobb értékű kár keletkezett, vagy ha tárgyuk 10 000 eurónál nagyobb összegű készpénz, illetve értékű javak. A Legfelső Semmítő- és Ítélőszéki Ügyészséghez tartozik.

## Története
Románia NATO-csatlakozása előtt a NATO jelezte, hogy a belépés feltétele a korrupció elleni harc fokozása. A Nemzeti Korrupcióellenes Ügyészségi Iroda (Parchetul National Anticoruptie, PNA) 2002. szeptember 1-jén alakult Traian Băsescu államfő javaslatára. Vezetőit és állományát a hozzá leghűségesebb jogászokból válogatta össze. Célja egyértelműen politikai ellenfeleinek jogi eljárás alá vonása és eltávolítása volt. 
Első elnöke lemondása után, 2005 szeptemberében a Főügyészség egyik főosztályává alakították át, új neve Országos Korrupcióellenes Ügyészség (DNA) lett.
2009. február 4-én a  DNA titkos együttműködési megállapodást kötött a Securitate utódjával, a Román Hírszerző Szolgálattal (SRI).
Az SRI 2005 és 2016 között 6 millió ember lehallgatását rendelte el, ehhez jöttek még a DNA által elrendelt lehallgatások.
Az SRI és a DNA szoros kapcsolata egyesek szerint azt jelentette, hogy a titkosszolgálat a kommunista időkre emlékeztető politikai leszámolásokban vesz részt.
A 2013-ban kinevezett Laura Codruța Kövesi működése során a szervezet az egész romániai politikai elitet vizsgálatai alá vonta.

## Vezetői
- 2002–2005: Ioan Amarie
- 2006–2013: Daniel Morar
- 2013–2018: Laura Codruța Kövesi
- 2018. július – 2019. január: Anca Jurma (ideiglenes)
- 2019. január – 2020. február – Călin Nistor (ideiglenes)
- 2020. február – 2023. március – Crin-Nicu Bologa
- 2023. március – jelen – Marius Ionuț Voineag[7]